# Moidele Bickel
Moidele Bickel est une costumière allemande née le 6 mars 1937 à Munich (Bavière) et morte le 16 mai 2016 à Berlin.

## Biographie
Moidele Bickel commence sa carrière de costumière à la Schaubühne de Berlin. Elle a travaillé surtout avec de grands metteurs en scène de théâtre (Peter Stein, Klaus Michael Grüber, Bob Wilson, Luc Bondy, Patrice Chéreau),,,, et a collaboré à quelques films.

## Théâtre (sélection)
- 1972 : Le Prince de Hombourg de Heinrich von Kleist, mise en scène de Peter Stein
- 1976 : La Walkyrie de Richard Wagner, mise en scène de Klaus Michael Grüber
- 1988 : L'Affaire de la rue de Lourcine d'Eugène Labiche, mise en scène de Klaus Michael Grüber
- 1989 : Titus Andronicus de William Shakespeare, mise en scène de Peter Stein
- 1992 : Wozzeck d'Alban Berg, mise en scène de Patrice Chéreau
- 1994 : Don Giovanni de Wolfgang Amadeus Mozart, mise en scène de Patrice Chéreau
- 1995 : Dans la solitude des champs de coton de Bernard-Marie Koltès, mise en scène de Patrice Chéreau
- 2003 : Phèdre de Jean Racine, mise en scène de Patrice Chéreau
- 2007 : Tristan und Isolde de Richard Wagner, mise en scène de Patrice Chéreau
- 2007 : La Seconde Surprise de l'amour de Marivaux, mise en scène de Luc Bondy
- 2013 : Così fan tutte de Wolfgang Amadeus Mozart, mise en scène de Michael Haneke
- 2014 : Les Nègres de Jean Genet, mise en scène de Bob Wilson
- 2014 : Les Fausses Confidences de Marivaux, mise en scène de Luc Bondy
- 2015 : Ivanov d'Anton Tchekhov, mise en scène de Luc Bondy

## Filmographie (sélection)
- 1976 : La Marquise d'O... d'Éric Rohmer
- 1994 : La Reine Margot de Patrice Chéreau
- 2009 : Le Ruban blanc (Das weiße Band) de Michael Haneke

## Distinctions

### Récompenses
- BAFTA 1977 : British Academy Film Award des meilleurs costumes pour La Marquise d'O...
- César 1995 : César des meilleurs costumes pour La Reine Margot

### Nominations
- Oscars 1995 : Oscar de la meilleure création de costumes pour La Reine Margot